# Life in Cartoon Motion
A Life in Cartoon Motion a libanoni születésű, Londonban élő énekes, Mikának a bemutatkozó albuma. Az album az Egyesült Királyságban Február elején és az Amerikai Egyesült Államokban Március vége között jelent meg a polcokon.
A "Grace Kelly" című dal 5 hétig uralta a toplisták élét Britanniában, és hamarosan sok más országban is magáénak tudhatta az első helyet. Az album úgyszintén az első helyen állt, körülbelül 2,6 millió példányt adtak el belőle minden országban mióta kapható.

## Háttér
A Life in Cartoon Motion kiadása előtt, Mikának nehezére esett kiadót találnia. A szerencséjét a "Grace Kelly" című dal hozta meg.

## Vétel
2007 januárjában fontolóra vették a BBC's sound of 2007 zenei szavazáson. Kb. 130 brit zenei kritikus és rádióadós értett egyet azzal, hogy Mika 2007 hangja. Ez viszont elég kiélezett visszajelzéseket kaptak. Az album 1 pontot kapott a 10-ből a Drowned in Sound weboldaltól, és arra sarkallta Brian May-t, hogy kritizálja a honlapot Mika szükségtelen személyes támadásaiért.

## Zene lista

### Standard kiadás
(Minden számot Mika írt, kivéve ha az ellenkezője van írva)
1. "Grace Kelly" (Mika, Jodi Marr, John Merchant, Dan Warner) – 3:07
2. "Lollipop" - 3:03
3. "My Interpretation" (Mika, Jodi Marr, Richie Supa) – 3:35
4. "Love Today" – 3:55
5. "Relax, Take It Easy" – 4:30 (tartalmaz egy bevezető monológot az "Any Other World"-höz)
6. "Any Other World" – 4:19
7. "Billy Brown" – 3:14
8. "Big Girl (You Are Beautiful)" – 4:08
9. "Stuck in the Middle" – 4:08
10. "Happy Ending" – 4:35 / 10:21 (Egy rejtett szám,"Over My Shoulder" – 4:45)

### US/Canada kiadás
1. "Grace Kelly" (Mika, Jodi Marr, John Merchant, Dan Warner) – 3:07
2. "Lollipop" - 3:03
3. "My Interpretation" (Mika, Jodi Marr, Richie Supa) – 3:35
4. "Love Today" – 3:55
5. "Relax, Take It Easy" – 4:30 (tartalmaz egy bevezető monológot az "Any Other World"-höz)
6. "Ring Ring" - 2:49
7. "Any Other World" – 4:19
8. "Billy Brown" – 3:14
9. "Big Girl (You Are Beautiful)" – 4:08
10. "Stuck in the Middle" – 4:08
11. "Erase" (Mika, Jodi Marr, Desmond Child) - 3:38
12. "Happy Ending" – 4:35 / 10:21 (Egy rejtett szám,"Over My Shoulder" – 4:45)

### UK/Ausztrália kiadás
1. "Grace Kelly" (Mika, Jodi Marr, John Merchant, Dan Warner) – 3:07
2. "Lollipop" - 3:03
3. "My Interpretation" (Mika, Jodi Marr, Richie Supa) – 3:35
4. "Love Today" – 3:55
5. "Relax, Take It Easy" – 4:30 (tartalmaz egy bevezető monológot az "Any Other World"-höz)
6. "Any Other World" – 4:19
7. "Billy Brown" – 3:14
8. "Big Girl (You Are Beautiful)" – 4:08
9. "Stuck in the Middle" – 4:08
10. "Happy Ending" – 4:35 / 10:21 (Egy rejtett szám, "Over My Shoulder" – 4:45)
11. "Ring Ring" - 2:49

- A Life in Cartoon Motion-nak van egy rejtett zeneszáma, ha a Happy ending után tovább futtatjuk a lejátszónkat, hamarosan elkezdődik.